# Tour de Lombardie 1951
Le Tour de Lombardie 1951 est la 45e édition de cette course cycliste. Il est remporté par Louison Bobet, à Milan. 
La course est l'une des épreuves comptant pour le Challenge Desgrange-Colombo.

## Disqualification de Ferdi Kübler
Ferdi Kübler arrive à Milan en onzième position, battant au sprint Gino Bartali et Fiorenzo Magni, et conserve ainsi la première place du Challenge Desgrange-Colombo. En novembre, il est cependant disqualifié par la fédération italienne. La firme Bottecchia a formulé un recours contre Kübler, arguant qu'il a effectué un changement de roue interdit durant la course. La commission sportive de la fédération italienne sanctionne pour cela Ferdi Kübler : « Ferdinand Kübler ayant commis une infraction à l'art. 5 du règlement du Tour de Lombardie, en prenant une roue d'un coéquipier de son écurie, il est disqualifié pour cette infraction et mis hors course. De plus il est frappé d'une amende de 3 000 lires. » Cette disqualification lui fait perdre le Challenge Desgrange-Colombo, dont le lauréat est désormais Louison Bobet.

## Classement final
| Pos. | Coureur          | Pays   | Équipe           | Temps             |
| ---- | ---------------- | ------ | ---------------- | ----------------- |
| 1    | Louison Bobet    | France | Bottecchia-Ursus | en 5 h 51 min 3 s |
| 2    | Giuseppe Minardi | Italie | Legnano          | m.t.              |
| 3    | Fausto Coppi     | Italie | Bianchi-Pirelli  | m.t.              |
| 4    | Renzo Soldani    | Italie | Legnano          | m.t.              |
| 5    | Pasquale Fornara | Italie | Legnano          | m.t.              |
| 6    | Angelo Conterno  | Italie | Taurea           | m.t.              |
| 7    | Giancarlo Astrua | Italie | Atala            | m.t.              |
| 8    | Primo Volpi      | Italie | Bartali          | m.t.              |
| 9    | Giorgio Albani   | Italie | Legnano          | + 2 min 26 s      |
| 10   | Arrigo Padovan   | Italie | Lygie            | + 2 min 26 s      |